# Conseiller d'État (Chine)
Pour les articles homonymes, voir Conseiller d'État.
Le Conseiller d’État de la république populaire de Chine (chinois simplifié : 国务委员) est un poste du Conseil des affaires de l'État de la république populaire de Chine. Il a été créé le 4 mai 1982.

## Liste des conseillers d'États

### XIIIeadministration
|                                  |                           |                                  |                                                      |                                  |
| Wei Fenghe                       | Wang Yong                 | Wang Yi                          | Xiao Jie                                             | Zhao Kezhi                       |
| Ministre de la Défense nationale | Réponse désastreuse, etc. | Ministre des Affaires étrangères | Secrétaire général du Conseil des affaires de l'État | Ministre de la Sécurité publique |

### XIVeadministration
|                                  |                         |                                  |                                                      |                                  |
| Li Shangfu                       | Shen Yiqin              | Qin Gang                         | Wu Zhenglong                                         | Wang Xiaohong                    |
| Ministre de la Défense nationale | Gestion d'urgence, etc. | Ministre des Affaires étrangères | Secrétaire général du Conseil des affaires de l'État | Ministre de la Sécurité publique |